# Gruppo API
API (Anonima Petroli Italiana), également connue sous le nom de Gruppo API, est une société pétrolière et énergétique italienne dont le siège est à Rome. Elle est active dans le secteur des carburants et des services de mobilité à travers la marque IP,.
Fondée en 1933 par Ferdinando Peretti, elle a acquis en 2005 IP d'Eni,.
En 2017, elle a acquis TotalErg auprès de Total et Erg,,.